# Messor sculpturatus
Messor sculpturatus är en myrart som beskrevs av Carpenter 1930. Messor sculpturatus ingår i släktet Messor och familjen myror. Inga underarter finns listade i Catalogue of Life.